# Janet Taylor
Janet Taylor (* als Jane Ann Ionn 13. Mai 1804 in Wolsingham; † 25. Januar 1870) war eine britische Astronomin, Navigationsexpertin und Instrumentenmacherin. Sie war damit aktiv in einer Domäne, die damals ausschließlich Männern vorbehalten war.

## Leben
Sie war die Tochter eines Geistlichen und Schulleiters (Grammar School in Wolsingham, Bezirk Durham), an dessen Schule auch Navigation unterrichtet wurde. Dort erhielt auch seine Tochter Unterricht in Navigation. Ihre Mutter starb, als sie sechs Jahre alt war, ihr Vater 1821. Mit neun Jahren besuchte sie dank des Patronats von Königin Charlotte (einem nationalen Stipendium, das eigentlich für Mädchen ab 14 Jahren vorgesehen war) die Queen Charlotte School in Ampthill in Bedfordshire. 1831 heiratete sie den Witwer George Taylor (gestorben 1853), einen ehemaligen Marineleutnant, und wurde Stiefmutter seiner drei Kinder (später hatte sie mit ihm acht weitere Kinder). Sie wechselte bei ihrer Heirat ihren Vornamen in Janet und zog nach London, wo sie 1833 ihre erste nautische Akademie für Offiziere der Handelsmarine gründete. Daraus wurde später, nach dem Erfolg ihrer Tafeln und Bücher, ein Laden für Navigationsartikel (Seekarten, Sextanten, Chronometer, Barometer u. a.), den sie mit ihrem Mann betrieb, und ab etwa 1845 hatte sie eine Werkstatt für nautische Instrumente. Ab 1835 war sie Sub-Agentin für Karten der Admiralität. Mit ihrer Akademie fand sie Anerkennung bei den wichtigsten maritimen Stellen wie der East India Company und der Admiralität. Sie war in der Nähe des Londoner Towers.
Sie berechnete und veröffentlichte nautische Tafeln zu Mond- und Sonnenständen (Lunar-Solar and Horary Tables), die dank der Unterstützung von Francis Beaufort (dem Hydrographen der Admiralität) die Akzeptanz der Admiralität, von Trinity House und der East India Company fanden und sieben Auflagen bis 1854 erlebten. Sie dienten insbesondere der Längenbestimmung aus Mondbeobachtungen. 1834 erhielt sie ein Patent für ihre Entwicklung eines als Mariner's Calculator bezeichneten nautischen Recheninstruments, der aber nach einer negativen Bewertung durch Francis Beaufort (1834) nicht die Akzeptanz der Admiralität fand. Außerdem veröffentlichte sie Lehrbücher der Navigation (Principles of Navigation simplified, zuerst 1834 mit drei Auflagen, sowie Epitome of Navigation, 12 Auflagen 1842 bis 1859). Ab 1852 erschien von ihr ein Handbuch für die Prüfungen in der Handelsmarine und ihre Sterntafeln (Planisphere of the fixed stars with book of directions) erlebten zwischen 1846 und 1863 sechs Auflagen.
Ab 1843 wandte sie sich dem Bau und der Justierung von Kompassen für eiserne Schiffe zu. Die Verwendung von Kompassen auf Eisenschiffen statt Holzschiffen bereitete damals erhebliche Probleme und löste eine wissenschaftliche Debatte aus, wobei Janet Taylor der Korrektionsmethode von George Biddell Airy folgte, dem königlichen Astronomen. Sie arbeitete mit Airy zusammen und betrieb ab etwa 1845 die Adjustierung von Kompassen für Eisenschiffe nach Airys Methode (Ausgleich mit Dauermagneten und Eisen um den Kompass herum). Ihr Gehilfe Frederick Wiggins machte sich damit später selbständig. Mit Airy war sie auch in die heftige Debatte um das Sinken des Passagierschiffs Tayleur im Januar 1854 vor Irland verwickelt (mit 370 Toten). Das Sinken wurde von einigen Kritikern der Adjustierung des Kompasses nach Airys System zugeschrieben. Janet Taylor unterstützte den angegriffenen, mehr theoretisch orientierten Airy mit ihrer praktischen Erfahrung. Ab etwa 1860 wandelte sie ihre nautischen Unternehmen in eine eigene Gesellschaft um (Mrs. Janet Taylor and Co.).
Von ihrem Mariners Calculator ist nur ein Exemplar bekannt, das 1999 für 15.000 Pfund versteigert wurde und sich in Privatbesitz befindet. Es war ein Sextant mit weiteren Meßkreisen senkrecht dazu und diente unter anderem der Lösung des Längenproblems mit Hilfe der Methode der Monddistanzen, was auch im 19. Jahrhundert trotz der Erfindung des (teuren) Chronometers durch Harrison noch aktuell war. John Croucher führte die Ablehnung durch Beaufort teilweise auf die schwierige Lebensphase zurück (Beauforts Frau war zu dieser Zeit an Krebs gestorben) und regte einen Nachbau an, der 2004 erfolgte (durch den Spezialisten für antike nautische Instrumente Ron Robinson). Robinson hielt den Entwurf für grundsätzlich korrekt und genial, die Verwendung für einfache Seeoffiziere, insbesondere auf Segelschiffen, in dem von Janet Taylor angestrebten breiten Anwendungsfeld aber für unpraktisch und das Instrument zu kompliziert. Sie hatte in die Entwicklung einen Teil ihres Erbes investiert und kam in finanzielle Schwierigkeiten (am Ende ihres Lebens hinterließ sie nach Ausgleich mit ihren Gläubigern nichts).
Einige ihrer Instrumente sind in Museumsbeständen, so ihr Prince of Wales Quintant, ausgestellt auf der Great Exhibition 1851, der im National Maritime Museum in Greenwich ist.

## Auszeichnungen
Für ihre Verdienste erhielt sie eine Goldmedaille des holländischen Königs und eine vom preußischen König Friedrich Wilhelm III. sowie eine Auszeichnung des Papstes.
1860 erhielt sie in Anerkennung ihrer Verdienste eine staatliche Pension von 50 Pfund jährlich, dem Minimalbetrag. Im Vergleich zu der Pension der Astronomin Mary Somerville, die 200 bzw. später 300 Pfund betrug, war das relativ gering, was wahrscheinlich auf die Klassenunterschiede zurückging, Mary Somerville war Tochter eines Admirals.